# Lehsten (Bad Weißenstadt)

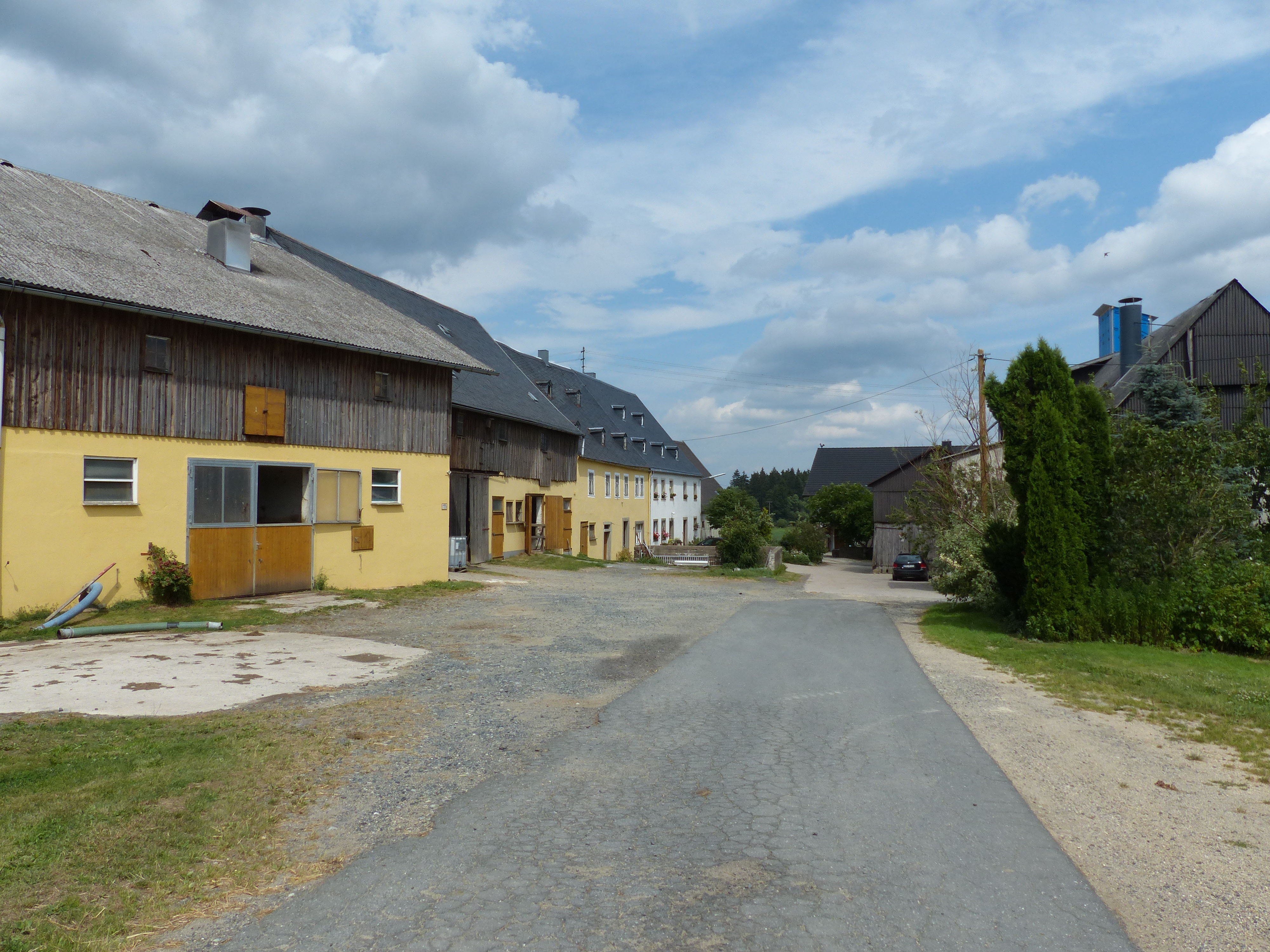
Ortsansicht

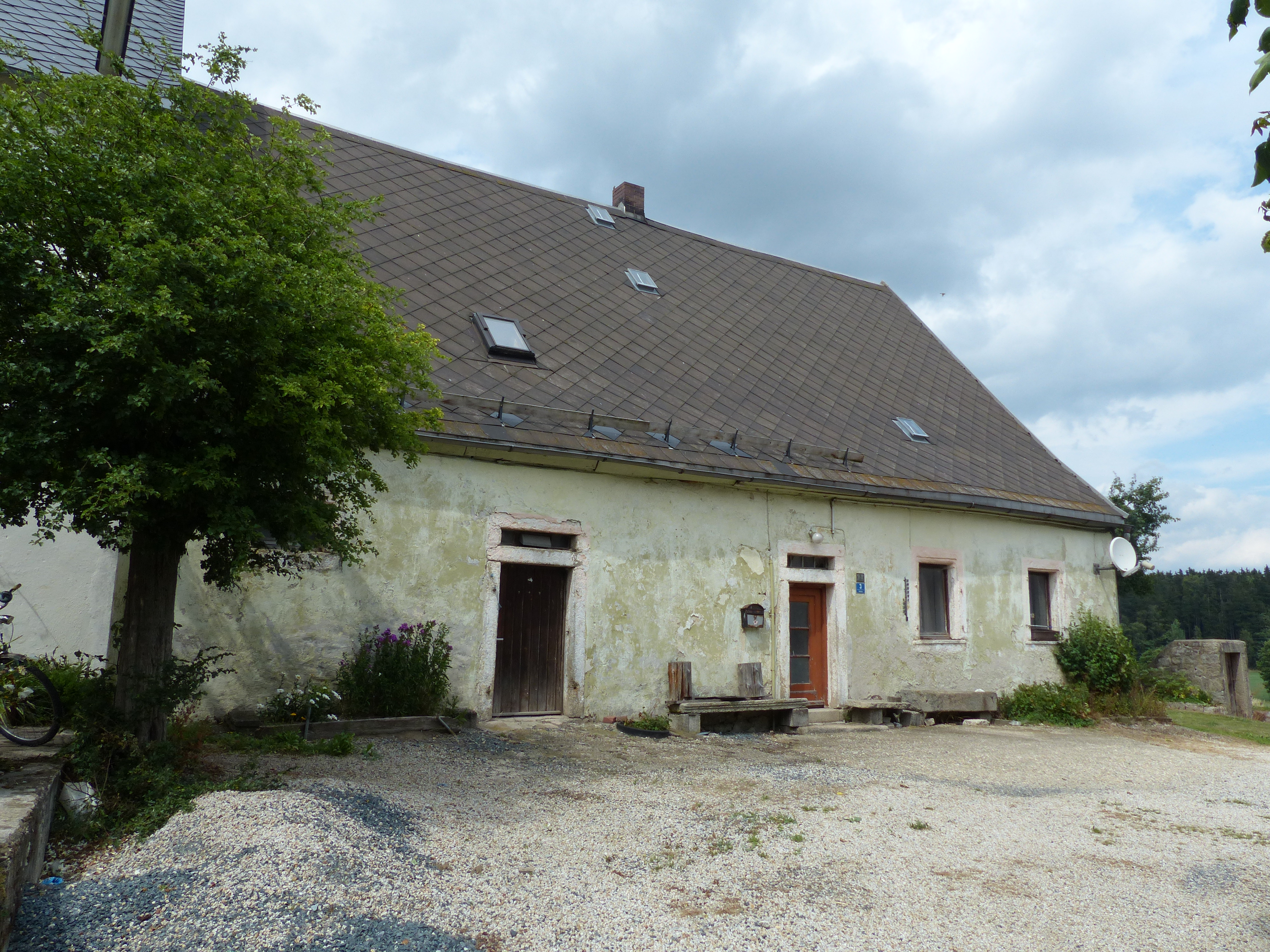
Denkmalgeschütztes Wohnstallhaus

Lehsten ist ein Gemeindeteil der Stadt Bad Weißenstadt im oberfränkischen Landkreis Wunsiedel im Fichtelgebirge in Bayern.
Der Weiler Lehsten liegt an einer Abzweigung der Kreisstraße WUN 1 zwischen Bad Weißenstadt und Kleinschloppen in Richtung Grub. Der Lehstenbach fließt am Ort vorbei. Baudenkmal ist ein Wohnstallhaus aus der ersten Hälfte des 19. Jahrhunderts.